# Ted Meredith
James Edwin »Ted« Meredith, ameriški atlet, * 14. november 1891, Chester Heights, Pensilvanija, ZDA, † 2. november 1957, Camden, New Jersey, ZDA.  
Meredith je v svoji karieri nastopil na poletnih olimpijskih igrah v letih 1912 v Stockholmu in 1920 v Antwerpnu. Na igrah 1912 je osvojil naslova olimpijskega prvaka na 800 m in v štafeti 4x400 m, na 400 m pa je zasedel četrto mesto. Na igrah leta 1920 je osvojil še eno četrto mesto v štafeti 4x400 m. 8. julija 1912 je ob olimpijski zmagi postavil prvi uradno priznani svetovni rekord v teku na 800 m s časom 1:51,9, veljal je do julija 1926, ko ga je za tri desetinke sekunde izboljšal Otto Peltzer. 27. maja 1916 je s časom 47,4 s postavil še tretji uradno priznani svetovni rekord v teku na 400 m, ki je veljal do maja 1928, ko ga je za štiri desetinke sekunde izboljšal Emerson Spencer.